# Мордовський республіканський музей образотворчих мистецтв імені Степана Ерьзі

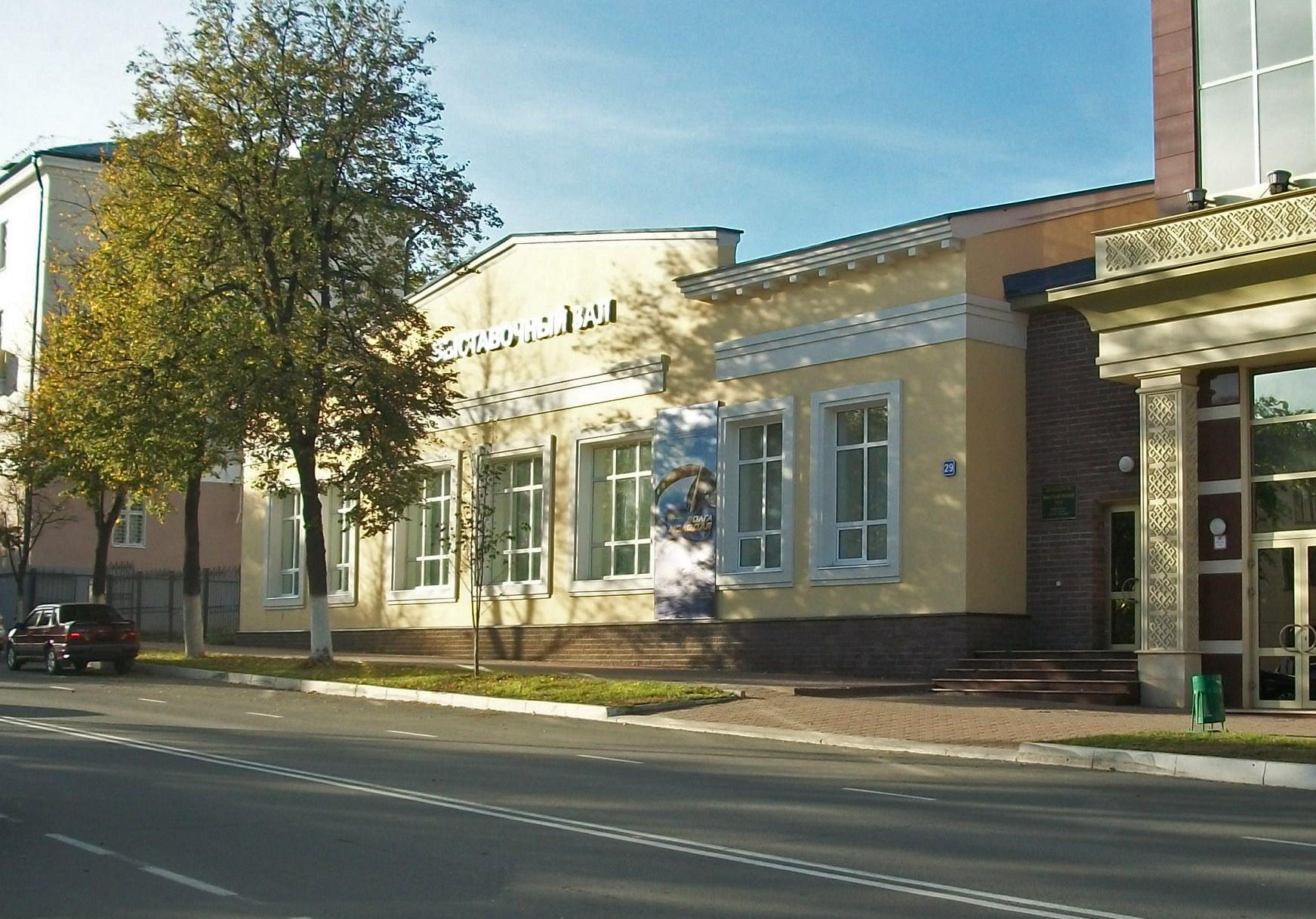
Виставковий зал музею

Мордовський республіканський музей образотворчих мистецтв ім. С. Д. Ерьзя (рос. Мордовский республиканский музей изобразительных искусств имени С. Д. Эрьзи) — художній музей у місті Саранськ (Мордовія, Росія). 

## Загальні відомості
Мордовський республіканський музей образотворчих мистецтв є володарем найбільшого в світі зібрання творів видатного скульптора XX століття Степана Дмитровича Ерьзя (понад 200 робіт).
У музеї зібрані також колекції робіт народного художника Мордовії, заслуженого діяча мистецтв РРФСР Ф. В. Сичкова і академіка портретного живопису І. К. Макарова. Обидва вони, як і С. Д. Ерьзя, — уродженці Мордовії.
У музеї представлені і примножуються колекції творів всіх основних видів мистецтва: живопису, графіки, скульптури. Експонуються також колекції творів російського мистецтва XVIII-XIX століть, сучасного російського, народного і декоративно-ужиткового мистецтва ерзян і мокшан.

## Історія музею
10 січня 1960 року в Саранську відкрилася Мордовська республіканська картинна галерея імені Ф. В. Сичкова, що розташовувалася в будівлі на вул. Радянській, де зараз розміщений виставковий центр музею. 1978 року картинна галерея була реорганізована в музей образотворчих мистецтв. Ім'я С. Д. Ерьзя було присвоєно музею 1995 року.

## Основна будівля музею
Будівля музею (вул. Комуністична, 61) складається з двох корпусів. Західний, старіший корпус (архітектор В. І. Сологуб, інженери В. І. Борисов, Е. А. Сухов) був побудований 1976 року, до 100-річного ювілею Ерьзя. У 1985 році поряд був побудований ще один корпус, пов'язаний з першим корпусом переходом на рівні другого поверху. Восени 2001 року, напередодні 125-річчя від дня народження скульптора, була проведена реконструкція корпусів музею, яка значно поліпшила їх зовнішній вигляд. 2012 року в музеї була проведена велика реконструкція фасаду та інтер'єру, а корпуси з'єднали в один будинок.

## Виставковий зал музею
Виставковий зал музею (вул. Радянська, 29) побудований в середині 1950-х років за проектом архітектора С. О. Левкова. Розташований поруч з будівлею Мордовського національного драматичного театру і з'єднаний з ним одноповерхової вставкою.

## Філії музею
- Музей мордовської народної культури
- Будинок-музей С. Д. Ерзі в селі Баєво Ардатовського району
- Будинок-музей Ф. В. Сичкова в селі Кочелаєво Ковилкінського району

## Галерея

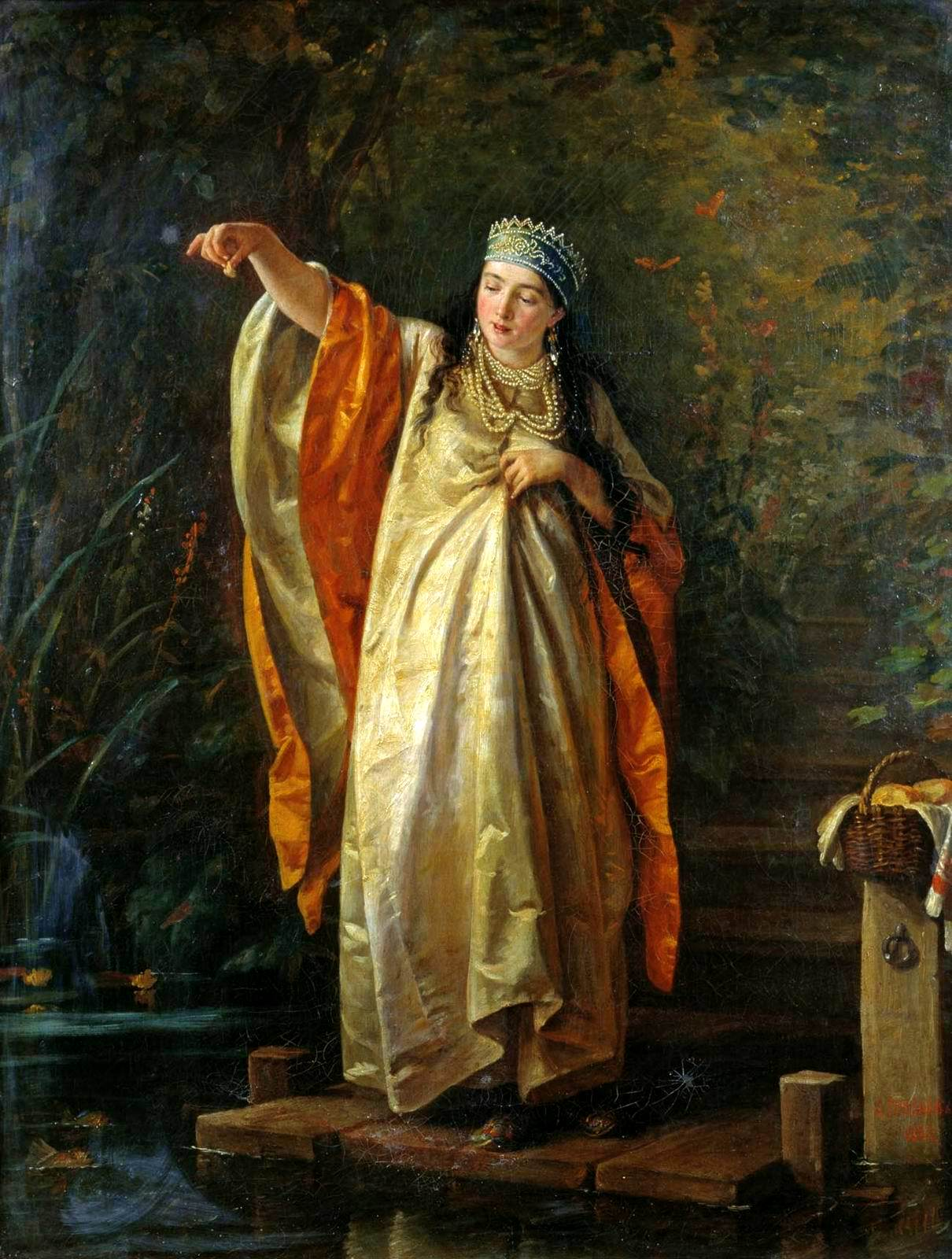
Сергій Іванович Грибков. «Боярська дочка біля ставка», 1884
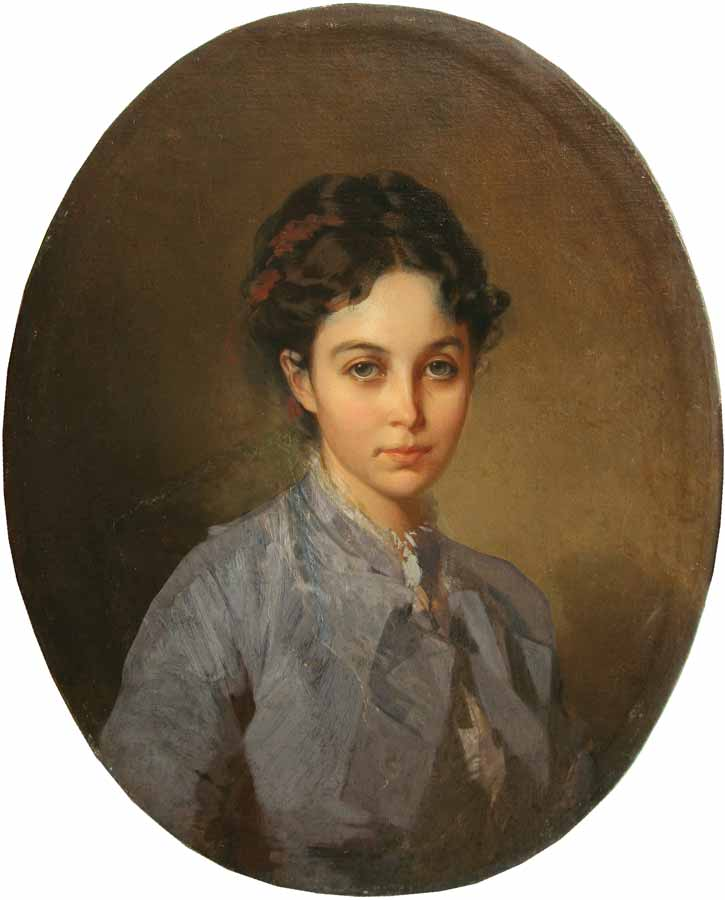
Іван Кузьмич Макаров. «Портрет Вішняковой», початок 1880-х
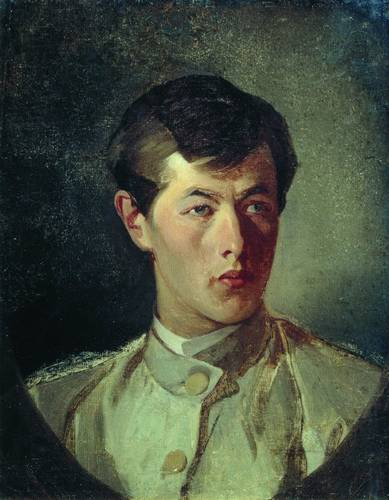
Іван Кузьмич Макаров. «Портрет сина Івана», 1880-ті
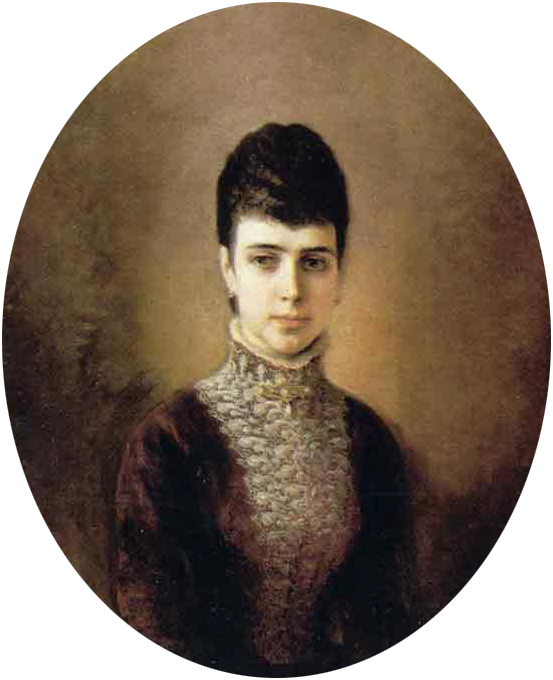
Микола Андрійович Кошелев. «Портрет імператриці Марії Федорівни», між 1880 і 1889
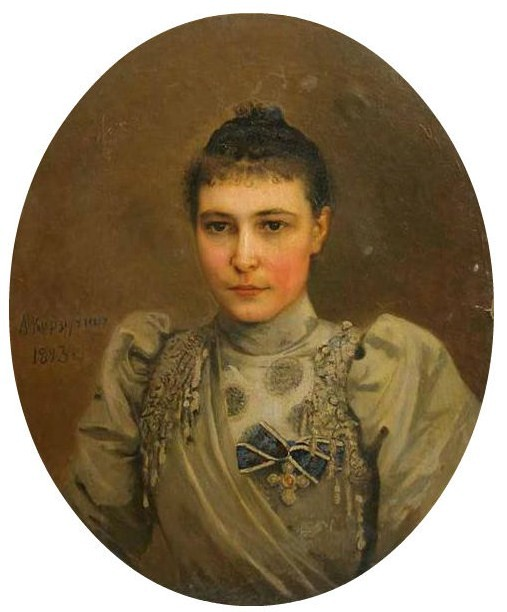
Олексій Іванович Корзухин. «Жіночий портрет», 1893
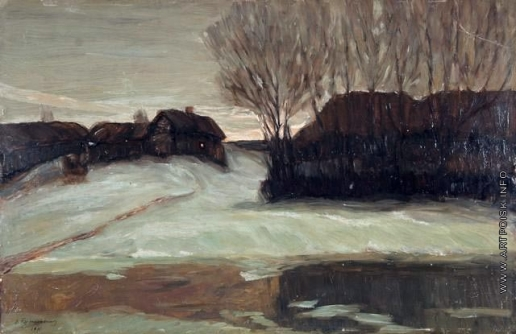
Василь Васильович Перепльотчиков. «Пейзаж. Вечір.», 1901